# Devdas (film, 1928)
Pour les articles homonymes, voir Devdas (homonymie).
Pour plus de détails, voir Fiche technique et Distribution.
Devdas (Bengali :  দেবদাস) est un film indien muet réalisé par Naresh Chandra Mitra en 1928. Il s'agit de la première adaptation au cinéma de la nouvelle éponyme de Sarat Chandra Chatterjee, parue en 1917.

## Synopsis
Le film est très probablement perdu mais l'historien de cinéma B.D. Garga rapporte qu'il a été noté à l'époque pour son strict respect de la nouvelle de Sarat Chandra Chatterjee. Elle commence comme suit :
Devdas est un jeune garçon turbulent qui est toujours fourré avec Parvati, une petite fille de son âge. Un jour, le père de Devdas n'en peut plus des bêtises de son fils et l'envoie étudier à Calcutta où il habitera chez un oncle éloigné. Parvati est à l'agonie. Deux années passent durant lesquelles Devdas ne revient la voir que pendant les vacances scolaires. Parvati a maintenant 13 ans et est en âge de se marier. Consciente de leur attirance réciproque, sa mère cherche à organiser l'union de sa fille avec Devdas, mais le père du jeune homme refuse catégoriquement considérant que la famille de Parvati est nettement moins riche que la sienne. Vexé, le père de la jeune fille lui trouve rapidement un mari en la personne d'un veuf très fortuné de presque 40 ans. Parvati qui avait toujours rêvé de se marier avec Devdas est désespérée. Ce dernier fait en revanche l'indifférent en apprenant la nouvelle.
Une nuit, elle brave l'interdit en se rendant seule chez lui dans l'espoir fou qu'il accepte de l'épouser. Mais ne pouvant aller contre la volonté de ses parents, Devdas se contente de la ramener chez elle. Le lendemain, il retourne à Calcutta d'où il lui envoie une lettre lui demandant de l'oublier. Mais lui-même ne parvient pas à la sortir de sa mémoire. Quelque temps plus tard il revient au village pour lui dire enfin qu'il fera tout pour convaincre ses parents. Mais il est trop tard, Parvati a accepté son sort et est fière et de se marier. C'est au tour de Devdas de sombrer dans le désespoir. Il repart à Calcutta.
Là, il demande à son ami Chunnilal de le conduire dans un de ces endroits qu'il fréquente la nuit. Un soir, il l'emmène donc dans un lieu de plaisir où Chandramukhi, une jeune courtisane de 23 ans, divertit ses clients. Choqué, il repart rapidement mais la jeune femme est intriguée par cet étrange visiteur et cherche à le revoir. Chunnilal ramène alors les soirs suivants un Devdas qui s'enfonce peu à peu dans la mélancolie et la boisson. Chandramukhi, qui commence à être attirée par ce provincial qui se noie dans l’alcool voudrait le ramener à la vie, mais rien n'y fait...

## Fiche technique
- Titre : Devdas ou Debdas
- Titre original en bengali : দেবদাস
- Réalisation : Naresh Mitra
- Scénario : Sarat Chandra Chatterjee d'après sa nouvelle éponyme[3]
- Photographie : Nitin Bose
- Production : Eastern Film Syndicate, Calcutta
- Format : Noir et blanc - Muet
- Genre : Film dramatique
- Durée : 120 minutes (8000  pieds)[4],[note 1]
- Date de sortie : 
  -  Raj britannique : 1er février 1928 (Première au Manmohan Theatre à Calcutta)[5]

## Distribution
- Phani Burma : Devdas Mukherjee
- Tarakbala[note 2] : Parvati Chakravarty
- Niharbala : Chandramukhi
- Naresh Mitra
- Mani Ghosh
- Tinkari Chakraverty
- Kanak Narayan Bhup
- Rama Devi
- Parul

## Autour du film
Après des études de droit, Naresh Mitra commence sa carrière d'artiste au théâtre à Calcutta en 1922,. La même année, il débute en parallèle au cinéma comme acteur et réalisateur pour Taj Mahal Film Company. En 1927, il est engagé par Madan Theatres et joue sous la direction de Priyanath Ganguly dans deux films adaptés de nouvelles de Bankim Chandra Chattopadhyay. L'année suivante, il repasse derrière la caméra et réalise la première adaptation au cinéma de Devdas pour Eastern Film Syndicate nouvellement créée à Calcutta. Mais il ne s'éloigne jamais totalement de la scène et joue par exemple en 1943 dans une nouvelle adaptation théâtrale de Devdas le personnage de Basanta créé pour lui par Sachin Sengupta.
Son trio vedette est composé d'acteurs alors peu connus des spectateurs des salles obscures. Phani Burma fait ainsi ses débuts à l'écran à presque trente ans dans le rôle-titre. Tarakbala qui incarne Parvati avait commencé en 1922 pour Madan Theatres mais sans avoir jamais été en tête d'affiche. Enfin, Niharbala qui joue Chandramukhi a elle aussi commencé en 1924 pour Madan Theatres, mais n'a tourné que trois films dans toute sa carrière au cinéma. Ils sont en revanche bien connus des spectateurs des théâtres de Calcutta où comme Naresh Mitra, ils étaient sur scène depuis le début des années 1920,.
Une part importante de la distribution du film faisait partie, ou avait fait partie, de la compagnie théâtrale Art Theatre Ltd., et c'est dans un de ses deux théâtres habituels, le Monmohan Theatre, que Devdas est présenté à partir du 1er février 1928,.
Nachghar, un journal bengali, indique dans sa critique de l'époque que « malgré sa "rugosité théâtrale", le film est bien écrit et montre une touche bengali distincte du style de Madan Theatres ». Il félicite par ailleurs Naresh Mitra pour sa tentative d'utiliser la mise en scène pour exprimer les sentiments.